# Maternity Leave (Izgubljeni)
"Maternity Leave" je 40. epizoda televizijske serije Izgubljeni i 15. epizoda druge sezone serije. Režirao ju je Jack Bender, a napisali su je Dawn Lambertsen Kelly i Matt Ragghianti. Prvi puta se emitirala 1. ožujka 2006. godine na televizijskoj mreži ABC. Glavni lik radnje epizode je Claire Littleton (Emilie de Ravin).

## Radnja
Mali Aaron se razbolio pa Claire krene zatražiti pomoć od Jacka Shepharda (Matthew Fox). Ipak, John Locke (Terry O'Quinn) se umiješa i ode umjesto nje. Dok njega nema, Danielle Rousseau (Mira Furlan) dolazi i govori Claire da je Aaron "zaražen". Claire se tada prisjeti da su joj davali injekcije dok je bila trudna. Kate Austen (Evangeline Lilly) šalje Rousseau dalje od nje, premda je Claire uvjerena da nešto ozbiljno ne valja s Aaronom. Jack ipak govori Claire da je Aaron dobro i da će temperatura uskoro pasti, ali Claire i dalje nije sigurna. Uskoro razgovara s Libby (Cynthia Watros) koja joj pomaže prisjetiti se događaja od prije dva tjedna kada ju je oteo pripadnik Drugih - Ethan Rom (William Mapother). Claire se prisjeća prostorije koja nalikuje ordinaciji i Ethana kako joj daje injekcije. Bila je zbunjena (očigledno drogirana) tijekom cijelog procesa, uvjerena da se još uvijek nalazi u Australiji. Također se prisjeća i razgovora Ethana s "Mr. Friendlyjem" (M.C. Gainey), samo dok ovaj nije imao bradu i kosu. Mr. Friendly je rekao Ethanu da nije sretan što su Claire doveli u njihove prostorije te da "lista" još uvijek nije spremna. Također spominje i njihov zajednički autoritet koji neće biti zadovoljan ovakvim razvojem situacije. Ethan mu govori da su preživjeli s leta imali popis putnika i da su u međuvremenu saznali da on (Ethan) nije jedan od njih.
Claire uskoro zatraži pomoć od Kate u traženju Rousseau te da pronađu cjepivo iz njezinih sjećanja vjerujući da se u njemu krije lijek za Aaronovu bolest. Claire upita Sun-Hwa Kwon (Yunjin Kim) da se brine o Aaronu dok je nema. Sun joj odgovara da majka ne bi trebala ostavljati svoje dijete, ali ipak pristaje da ga čuva. Zbog njihovog razgovora Claire se ponovno prisjeti događaja s Ethanom, ovoga puta metalnog zida, stepenica te modificiranog loga Dharma Initiative koji je drugačiji od onoga iz stanice Labud.
Claire i Kate uskoro pronađu Rousseau koja ih vraća na mjesto na kojem je pronašla Claire u noći kada se Claire vratila u kamp nakon otmice. Claire želi da ju Danielle odvede do sobe gdje su joj davali injekcije, ali ova ne zna gdje se ta soba nalazi pa Claire postane sumnjičava. Međutim, u tom trenutku Claire otkrije vrata u džungli zbog kojih se prisjeti Ethana Roma koji joj je govorio da bi trebala ostaviti bebu s njegovom grupom dok su izlazili iz objekta. Daje joj vodu na koju se ona požali, a Ethan joj govori da je njezina beba "jedna od dobrih".
Uskoro sve tri nađu bunker s Dharma logom na vratima. One uđu u njega, a čini se da je bunker napušten. U njemu Claire nađe sobu sličnu onoj iz njezinih sjećanja, dok Kate istražuje druge prostorije i uskoro otkriva svlačionicu. Nakon što otvori jedan ormarić u njemu pronađe rastrganu odjeću te kutiju u kojoj se nalaze šminka, ljepilo i brada - svi oni dijelovi koje je Mr. Friendly imao na sebi tijekom njihovog prijašnjeg susreta. Claire pronalazi hladnjak u kojem se prema njezinom sjećanju nalazilo cjepivo; sada je hladnjak prazan. U tom trenutku prisjeti se tinejdžerice (Tania Raymonde) koja ju je spasila iz bunkera govoreći joj da ostali pripadnici njezine grupe žele uzeti njezino dijete i ubiti ju. 
Nakon povratka u džunglu, Claire se prisjeti Rousseau koja joj je pomogla pobjeći te ju upita u vezi bebe koju su joj Drugi uzeli prije 16 godina. Rousseau joj odgovara da je to bila Alexandra, a Claire joj tada kaže da je njoj tinejdžerica plavih očiju pomogla pobjeći iz bunkera. Također napominje Danielle da ta djevojka nije bila poput ostalih; da je bila dobra. Rousseau je to bilo drago čuti te napominje Claire da ako je Aaron zbilja inficiran, da će znati što treba učiniti. Nakon toga Claire i Kate se vrate u kamp gdje Jack govori Claire da je Aaronova temperatura pala.
U međuvremenu Jack i Locke pokušavaju odlučiti što će učiniti sa svojim novim zatvorenikom Henryjem Galeom (Michael Emerson). Locke daje Henryju kopiju knjige Braća Karamazovi autora Fjodora Dostojevskog. Mr. Eko (Adewale Akinnuoye-Agbaje) prvi puta posjećuje bunker te saznaje što se događa. Upita Jacka da mu dopusti da posjeti zatvorenika nasamo, ali Jack pristaje tek nakon što ga Mr. Eko ucijeni da će ostalima reći za Henryja. Eko govori Henryju sve o dvojici muškaraca koje je ubio kada su ga pokušali oteti iz njegovog prijašnjeg kampa. Henry ga upita zašto mu ovaj to govori, a Eko mu odgovara da je nekome morao reći. 
Locke donosi večeru Henryju koji započinje razgovor o Hemingwayu i Dostojevskom. Nakon toga upita Lockea zašto dopušta da Jack vuče sve konce, ali ovaj inzistira na mišljenju da on i Jack zajednički donose odluke. Locke zaključava Henryja i vraća se u kuhinju gdje u potpunosti gubi živce i baca svo posuđe na pod (za to vrijeme vidimo Henryja Galea kako se smije dok sluša zvukove koji dopiru iz kuhinje).

## Produkcija
Glumici Taniji Raymonde rečeno je da će se njezin lik zvati "Jessica" te da će biti jedan od preživjelih koje će gledatelji upoznati baš u ovoj epizodi. Glumačka postava je inače dobivala drugačija imena svojih likova za vrijeme svojih audicija kako bi se spriječilo širenje informacija o radnji serije. U svom prvom pojavljivanju, Raymonde je u najavnoj špici bila navedena kao "mlada djevojka" kako bi se spriječilo da gledatelji znaju unaprijed da se zapravo radi o liku Alex.

## Gledanost
Epizodu Maternity Leave gledalo je 16,43 milijuna ljudi tijekom njezinog prvog emitiranja.

## Vanjske poveznice
- "Maternity Leave"  Arhivirana inačica izvorne stranice od 24. siječnja 2013. (Wayback Machine) na ABC-u